# 石塚尊俊
石塚 尊俊（いしづか たかとし、1918年9月21日 - 2014年4月16日）は、日本の民俗学者、神官。島根県を本拠地に、当地域を中心とした地方の民俗学を牽引した。

## 生涯
1918年（大正7年）、島根県大津村（2006年現在の出雲市大津町石塚村）の社家の長男として生まれる。少年時代は簸川郡大津村小学校（現・出雲市立大津小学校）、島根県立大社中学校（現・島根県立大社高等学校）に通った。中学時代は理数科が苦手であった反面、歴史に興味をもち、郷土史の作成、出雲市長廻谷横穴墓群の調査などをおこなった。
1936年（昭和11年）、 國學院大學神道部に進学するにあたって上京する。小学校教員になるために師範学校へ行かせようとする親に上京を反対されたものの、伯母の助言で「伯母の監督つき」の条件のもと許されている。神職養成のための講義・実習は退屈なものが多い一方で、教員免許を得るための歴史学・倫理学の講義や一般教養の国文学の授業を熱心に受講した。このころ、退屈な講義の時間に図書館で読んでいた加藤玄智の『神道の宗教発達史的研究』は石塚に雑神への興味を引き起こし、後述の柳田国男の講演とともに石塚が民俗学を志すきっかけの一つとなっている。1940年（昭和15年）卒業。
卒業後、島根県立安来農業学校（現・島根県立安来高等学校）、島根県立今市高等女学校（現・島根県立出雲高等学校）に歴史教員としてとして赴任する。1944年（昭和19年）6月に太平洋戦争に際して教育のため召集されたのち7月末に中国に派遣される。終戦は杭州で迎えた。
1946年（昭和21年）3月に復員すると、戦後になって日本の伝統や日本人の価値観が急速に変容しているのを目の当たりにする。民俗学の将来について不安になり、4月8日柳田のもとを訪ねる。石塚自身はこの日をもって入門の日としている。しかしこの直後、日中戦争勃発以降に國學院大學で神道教育を受けていたため、教職追放を受けることになる。学校を追われた石塚は、数か月間の無収入の時期を経て1947年（昭和22年）島根県衛生課防疫指導員の仕事を得、また同年柳田が設立した民俗学研究所の研究員となった。
この間、1954年に山陰民俗学会を発足し、実務を担当した（→#山陰民俗学会）。1975年から1999年には同学会の代表理事（会長に相当）を務め、それ以降は名誉会長に就いていた。
1955年（昭和30年）に出雲市立第一中学校教諭として教職に復帰するが、1962年（昭和37年）からは島根県教育委員会に籍を置き、文化財行政に携わる。1975年（昭和50年）に定年退職し、1976年（昭和51年）「里神楽の成立に関する研究─主して中国、四国、九州地方において─」で國學院大學博士課程単位修得(文学博士)。これを改題して出版した『西日本諸神楽の研究』で1980年（昭和55年）第19回柳田國男賞を受賞。これに前後して、1978年（昭和53年）には「民俗学研究と文化財保護に尽力」の功績で第35回中国文化賞を受賞している。
1983年（昭和58年）から1991年（平成3年）まで広島修道大学教授を務めたほか、島根大学でも非常勤講師として教鞭を執っている。
2014年（平成26年）、老衰のため死去。享年95歳。

## 人物
- 筆名として、「さざなみ」[注釈 3]、「さざなみ生」[注釈 4]を用いることがある。石塚は旧制中学時代の課題として作成した郷土史に『楽浪彙纂（さざなみいさん）』と題しており、近江国の「大津」に係る枕詞である「楽浪（さざなみ）」を出雲の「大津」に借りてきたものとしている[46]。その他の筆名に岡田治道[注釈 5]、竹縄定二郎[注釈 6]、野坂久子[注釈 7]、野坂ふさ[注釈 8]、山田良夫[注釈 9]、山本忠一[注釈 10]がある。

- 石塚家は南北朝時代以来代々神職を家業とする家系で、尊俊で36代[注釈 11]を数える。尊俊自身は1943年に出雲市雲根神社[注釈 12]禰宜、1964年には雲根神社・出雲市三谷神社[注釈 13]宮司を務め、1996年退任して名誉宮司となる[2]。

- 日本民俗学会、山陰民俗学会との関係は上述のとおりだが（→#生涯）、ほかに日本社会学会、神道学会、芸能学会にも所属した[15]。

## 2つの「山陰民俗学会」

### 飯塚純平主宰民俗学会
石塚が教職追放を受けていたころ、小学時代の同級生であった飯塚純平という人物が出版事業を興し、「山陰民俗学会」を名乗った。地方における民衆の歴史に関する本を出版する会社として、石塚の執筆した『常民史に立つ日本婦道』と『こひに居る話』を発売したものの、1947年（昭和22年）2月ごろから東京の出版社が急速に復興するにともなって立ち行かなくなり、廃業した。

### 島根民俗通信部
元々、島根県には1938年（昭和13年）牛尾三千夫ら石見部の研究者を中心に組織された島根民俗学会とその機関誌である『島根民俗』が存在した。しかし島根民俗学会は戦争のために活動を中断していたので、これを復活させたいと考えた石塚は1947年（昭和22年）牛尾に連絡し、島根県内の他の会員とともに話し合った結果、『島根民俗』の復刊が決まった。ただし「あくまでも本格的復活までのつなぎ」であり、雑誌名は『島根民俗通信』、発行所名は島根民俗通信部として、出雲で石塚が主宰することになった。
この発行所名に関して、石見部の会員から「島根民俗学会」を名乗れば良いのではないかという連絡を受けた石塚はその通りに「島根民俗学会」と彫った判を作成した。しかし牛尾の立場としては、学会事務所はあくまでも石見部の牛尾のもとにあり、石塚のもとにあるのは通信部であるから、石塚方が「島根民俗学会」と名乗ることは認められなかった。この確執の顛末として1948年（昭和23年）、『島根民俗通信』は第8号（特集号）をもって終刊、通信部は閉鎖に至った。このころ石塚と牛尾は、学会主催の講演会の開催地に関しても揉めていた。

### 出雲民俗の会
島根民俗学会は牛尾が石見部で引き継ぐこととなり、他方の出雲部の会員たちは新たな学会を創設することになった。こうして生まれたのが出雲民俗の会である。機関誌は『出雲民俗』で、第1号が1949年（昭和24年）に刊行された。石塚の事情で1951年（昭和26年）に1年間の休刊を挟んだが、翌年から季刊で復刊した。

### 山陰民俗学会
1953年（昭和28年）、出雲以外の研究者も入会しやすいようにと鳥取県下の会員が提案したのをきっかけとして、翌1954年（昭和29年）に出雲民俗の会は山陰民俗学会に改称された。初代代表委員（会長に相当）は岡義重。機関誌は『山陰民俗』とし、当初は季刊で発行されていたが、1959年（昭和34年）以降は年4回のうち1回を専門誌『山陰民俗』、3回は普及誌『伝承』を発行することになった。なお、このころになると石塚と牛尾の確執は解消していた。
しかし再び石塚の時間的余裕がなくなり、『山陰民俗』・『伝承』ともに1966年（昭和41年）から10年間、休刊することとなったが、1975年（昭和50年）に活動を再開した。
1993年（平成5年）、機関誌を年1回刊行の『山陰民俗研究』とすることが決定した。
2015年（平成27年）に第50回柳田国男賞が贈呈されている。

## 関連人物
- 後藤憲一 - 義理の二従兄弟にあたる。子供のころは一対一で遊ぶ仲であり、工作をしたり『幼年世界』という雑誌を作ったりしていた[74]。
- 柳田国男 - 1936年10月、國學院大學で「原始教育」の題で講演をおこない、石塚が民俗学を学ぶきっかけを作った[75][76][77][注釈 14]。石塚は1939年に執筆したサエノカミの論文をきっかけに柳田の知遇を得ており[43]、「タタラのことは石塚に聞け」と研究者に助言する[30]など目をかけていた。戦後も、教職追放を受けていた石塚を民俗学研究所の研究員として拾い上げる（→#生涯）、自分の資料カードを貸し出す[78]など、石塚にたびたび便宜を図っている。学会発表の席で「只今の石塚君の発表は民俗学ではない」と叱られることもあった[79][80]。
- 折口信夫 - 國學院大學の国文学の講義のほか課外活動として「郷土研究会」を作っており、石塚も参加していた[81]。
- 高崎正秀 - 大学時代の石塚が初めて活字にしたサエノカミの論文に目をつけ、研究の指導をした[82][83]。石塚の大学卒業後も、金屋子神の研究をするように促すなど連絡が続いた[84]。
- 西角井正慶 - 大学で石塚に「祝詞作文」を教えており、1936年に石塚を「民間伝承の会」（現・日本民俗学会）に推薦し入会させた[85]。
- 祝宮静 - 大学で石塚に講義と演習を授けた[86]。晩年、石塚に博士論文の提出を勧めた[87]。
- 牛尾三千夫 -同じ島根県の民俗学者で、國學院大學神道部を卒業後に家業の神職をしている[88]など石塚と多くの共通点をもつ。石塚とは1941年のたたら製鉄の調査の際に出会っている[89]。石塚とは『菅谷鑪』 (石塚編 1968) の執筆など共に活動することがあった一方で、学会運営に関して対立することもあった（→#島根民俗通信部）。

## 著書
石塚は単著39をはじめ、数多くの著作を世に出した。以下は (石塚 2006) の「著書・編著一覧」の項および (浅沼 2019) の「主要著書」「監修・編集」の項を参考に、一部情報を修正したものである。
『常民史に立つ日本婦道』、『こひに居る話』の出版者は正確には「山陰民俗学会」であるが、戦後に石塚が発足させた山陰民俗学会と区別するために (石塚 2006) の表記に従い「飯塚純平主宰民俗学会」とする（→#2つの「山陰民俗学会」）。

### 単著
- 『常民史に立つ日本婦道』飯塚純平主宰民俗学会、1946年。
- 『こひに居る話』飯塚純平主宰民俗学会〈山陰民俗選書〉、1947年。
- 『大梶七兵衛朝泰伝』大梶七兵衛翁奉賛会、1958年。
- 『日本の憑きもの 俗信は今も生きている』未来社、1959年。 ※リンクは1972年の復刊版。
- 『民俗資料による刳舟の研究 ソリコ・モロタ・トモドを重点として』日本民家集落博物館、1960年。
- 『島根路の文化財』島根県文化財愛護協会、1971年。
- 『鑪と鍛冶』岩崎美術社〈民俗民芸双書〉、1972年。
  - 『鑪（たたら）と鍛冶』岩崎書店〈改訂増補〉。2004年a。
- 『日本の民俗 32　島根』第一法規出版、1973年。
- 『民俗学への道』山陰民俗学会、1975年。
- 『出雲隠岐の伝説』第一法規出版、1977年。
- 『西日本諸神楽の研究』慶友社。1979年a。
- 『重要無形民俗文化財佐陀神能』佐陀神能保存会。1979年b。
- 『出雲槻之屋神楽』槻之屋神楽保存会、1980年。
- 『八雲村の祭祀習俗』八雲村教育委員会、1981年。
- 『雲根神社史』雲根神社社務所、1984年。
- 『古代出雲の研究 神と神を祀るものの消長』佼成出版社、1986年。
- 『大梶七兵衛と高瀬川』出雲市教育委員会〈出雲市民文庫〉、1988年。
- 『三谷神社史』三谷神社社務所、1991年。
- 『女人司祭』慶友社、1994年。
- 『神去来』慶友社。1995年a。
- 『雲根神社』雲根神社社務所。1995年b。
- 『史跡と伝説をたずねる出雲市大津町』大津クラブ〈リーフレット〉。1995年c。
- 『鑪と刳舟』慶友社、1996年。
- 『民俗学六十年』山陰中央新報社、1998年。
- 『出雲国神社史の研究』岩田書院。2000年a。
- 『山陰民俗一口事典』松江今井書店。2000年b。
- 『出雲神楽』出雲市教育委員会〈出雲市民文庫〉。2001年a。
- 『神話と祭りと芸能の山陰路』ワン・ライン。2001年b。
- 『民俗の地域差に関する研究』岩田書院、2002年。
- 『出雲平野とその周辺 生成・発展・変貌』ワン・ライン。2004年b。
- 『暮らしの歴史』ワン・ライン。2005年a。
- 『里神楽の成立に関する研究』岩田書院。2005年b。
- 『顧みる八十余年 民俗採訪につとめて』ワン・ライン、2006年。

### 編著・共著その他
- 石塚尊俊、岡田秀勝、桑原一雄 編『出雲市誌』出雲市、1951年。
- 朝山晧、山本清、石塚尊俊『出雲叢話 第一輯』報光社、1953年。
- 石塚尊俊、岡義重、小汀松之進『出雲の民話』未来社、1958年。
- 雄山閣出版株式会社講座日本風俗史編集部 編『講座日本風俗史』 7巻、雄山閣、1959年。
- 和歌森太郎 編『西石見の民俗』吉川弘文館、1962年。
- 地方史研究所 編『出雲・隠岐』平凡社、1963年。
- 山陰民俗学会『島根県下30地区の民俗 民俗資料緊急基本調査報告書』島根県教育委員会、1963年。
- 石塚尊俊 編『菅谷鑪』島根県教育委員会、1968年。
- 『日本の文化地理 第14巻 広島・山口・島根』講談社、1969年。
- 石塚尊俊、植田正治(写真)『出雲路旅情』朝日新聞社、1971年。
- 石塚尊俊 編『出雲隠岐の民具』慶友社〈考古民俗叢書〉、1971年。
- 石塚尊俊、近藤正『出雲文化財散歩』学生社、1973年。
- 森浩一 編『鉄』社会思想社、1974年。
- 林家辰三郎、吉田光邦、杉村恒(写真)『日本の鉄』毎日新聞社、1975年。
- 本田安次博士古希記念会 編『芸能論纂』錦正社、1976年。
- 高崎正秀、池田弥三郎、牧田茂 編『日本民俗学の視点1 ハレ(晴)の生活』日本書籍、1976年。
- 井之口章次 編『講座日本の民俗3 人生儀礼』有精堂出版、1978年。
- 五来重、桜井徳太郎、大島建彦 ほか 編『講座日本の民俗宗教4 巫俗と俗信』。1979年a。
- 五来重、桜井徳太郎、大島建彦 ほか 編『講座日本の民俗宗教7 民間宗教文芸』。1979年b。
- 石塚尊俊、原宏一 編『明治 大正 昭和 出雲』国書刊行会〈ふるさとの想い出写真集〉、1979年。
- 國學院大學神道史学会 編『神道史の研究：宮地直一博士三十年祭記念論文集』叢文社、1980年。
- 五来重 編『修験道の美術・芸能・文学〔Ⅱ〕』名著出版〈山岳宗教史研究叢書〉、1981年。
- 御所野洋幸、石塚尊俊『日本の聖域5 神々の国出雲』佼成出版社、1982年。
- 牧田茂、武田静澄 監修『日本の祭り3 近畿・中国』世界文化社、1982年。
- 石塚尊俊 校注『神道大系神社編36 出雲・石見・隠岐国』神道大系編纂会、1983年。
- 石塚尊俊 編『日本の祭り7 中国・四国編』講談社、1983年。
- 加藤九祚 編『日本のシャマニズムとその周辺』日本放送出版協会〈日本文化の原像を求めて〉、1984年。
- 五来重 編『修験道史料集〔Ⅱ〕』名著出版、1984年。
- 谷川健一 編『日本の神々7 山陰』白水社、1985年。
- 石塚尊俊 編『出雲信仰』雄山閣、1986年。
- 石塚尊俊、大庭良美 編『日本の民話 島根県』未来社、1986年。
- 谷川健一 編『憑きもの』三一書房〈日本民俗文化資料集成〉、1990年。
- 萩原龍夫、石塚尊俊、中野幡能『神々の聖地』〈仏教文化選書〉1990年。
- 石塚尊俊 編『出雲市大津町史』大津町史刊行会、1993年。
- 石塚尊俊 編『山陰の祭祀伝承』山陰民俗学会、1997年。
- 山陰民俗学会 編『中国地方における民俗の地域性』山陰民俗学会、1999年。
- 山折哲雄 編『稲荷信仰事典』戎光祥出版、1999年。
- 石塚尊俊 監修『島根県の神楽』名古屋郷土出版社、2003年。
- 鉄の道文化圏推進協議会 編『金屋子信仰の基礎的研究』岩田書院、2004年。